# Robert Stangland
Robert Sedgwick Stangland (New York, 5 ottobre 1881 – Nyack, 15 dicembre 1953) è stato un lunghista e triplista statunitense.
Prese parte ai Giochi olimpici di Saint Louis 1904 conquistando due medaglie di bronzo, nel salto in lungo e nel salto triplo.

## Palmarès
| Anno | Manifestazione  | Sede        | Evento         | Risultato | Prestazione | Note                          |
| ---- | --------------- | ----------- | -------------- | --------- | ----------- | ----------------------------- |
| 1904 | Giochi olimpici | Saint Louis | Salto in lungo | Bronzo    | 6,88 m      |                               |
| 1904 | Giochi olimpici | Saint Louis | Salto triplo   | Bronzo    | 13,36 m     | Miglior prestazione personale |